# قانون تشريعي

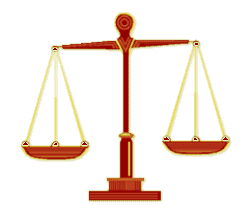

القانون التشريعي، (بالإنجليزية: Statutory law)‏، قانون مكتوب (على عكس القانون الشفهي أو العرفي) تم تطويره من قبل هيئة تشريعية أو سلطة حاكمة، مثل السلطة التنفيذية للحكومة، وذلك استجابةً للحاجة إلى توضيح أداء الحكومة، وتحسين النظام المدني، والاستجابة لاحتياجات العامة، لتدوين القانون الحالي.